# Cafajeste
"Cafajeste" é uma canção lançada pela dupla sertaneja  Thaeme e Thiago, lançado no dia 2 de dezembro incluida no albúm Novos Tempos com a entrada de Guilherme Bertoldo, o novo Thiago da dupla
Tem a composição de Tatielle.

## Videoclipe
A dupla lançou no dia 13 de dezembro de 2013 um clipe para a música, no vídeo da música, o cantor se transforma em lobo mau.
O responsável pela maquiagem foi Pietro Schlager, o mesmo que deixou Luan Santana com uma aparência envelhecida no clipe Te Vivo.
Na história, Thiago dá vida a um cafajeste, que mesmo ao lado da namorada, interpretada por Thaeme, paquera outras mulheres. Nestes momentos ocorrem a transformação. O vídeo foi dirigido por Alex Batista.
“A caracterização demorou cerca de duas horas. Foi muito cansativo mesmo, mas o resultado compensou”, disse Thiago.

## Lista de faixas
| Download digital |             |         |  |
| N.º              | Título      | Duração |  |
| 1.               | "Cafajeste" | 2:48    |  |

## Desempenho nas tabelas musicais
| Tabela musical (2014)                     | Melhor posição |
| ----------------------------------------- | -------------- |
| Brasil - Billboard Brasil Hot 100 Airplay | 13             |